# Rutger Hauer
Rutger Oelsen Hauer (ur. 23 stycznia 1944 w Breukelen, zm. 19 lipca 2019 w Beetsterzwaag) – holenderski aktor filmowy, telewizyjny i teatralny, także scenarzysta, producent, reżyser. Nazywany holenderskim Paulem Newmanem, był odtwórcą licznych i urozmaiconych ról, zarówno bohaterów, jak i czarnych charakterów.
Laureat Złotego Globu dla najlepszego aktora drugoplanowego w serialu, miniserialu lub filmie telewizyjnym za rolę porucznika Aleksandra „Saszy” Peczerskiego w dramacie wojennym CBS Ucieczka z Sobiboru (1987).

## Życiorys

### Wczesne lata
Urodził się w rodzinie holenderskich wykładowców teatralnych jako syn Teunke (z domu Mellema) i Arenda Hauerów. Ponieważ jego rodzice często byli w trasie, wychowywany był wraz z trzema siostrami (jedną starszą i dwiema młodszymi) przez nianię w Amsterdamie. Jego dziadek był kapitanem szkunera. Uczęszczał do szkoły Rudolfa Steinera, ponieważ jego rodzice chcieli, aby rozwinął swoją kreatywność. W 1959, w wieku 15 lat, przerwał naukę, opuścił dom rodzinny i zaciągnął się jako marynarz na dalekomorskich statkach. Jednak, podobnie jak jego pradziadkowi, daltonizm uniemożliwił karierę na morzu. Po rocznej służbie zdecydował się wrócić do Holandii. Następnie wieczorowo ukończył szkołę średnią. W 1960 zaciągnął się do Koninklijke Landmacht, ale w krótkim czasie na skutek załamania psychicznego został umieszczony w specjalistycznym ośrodku, a następnie zwolniony ze służby.

### Początki kariery
W wieku 11 lat wystąpił jako Eurysakes, syn Ajasa w przedstawieniu Ajas. W latach 1962–1967 uczył się w szkole aktorskiej. W 1967 zatrudnił się w objazdowym teatrze Noorder Compagnie, gdzie grał Cyrana w komedii Edmonda Rostanda Cyrano de Bergerac i Lenniego w adaptacji powieści Johna Steinbecka Myszy i ludzie.

### Współpraca z Verhoevenem

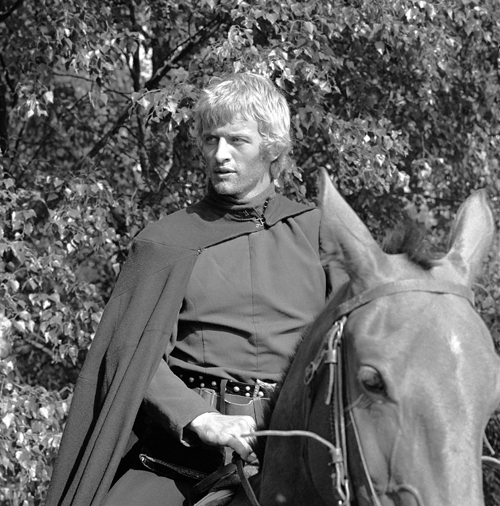
Rutger Hauer w serialu Floris

Sławę w swojej ojczyźnie zyskał, debiutując w tytułowej roli Florisa van Roozemonda, szlachetnego rycerza na wygnaniu, w serialu rycerskim Floris (1969), od którego zaczęła się jego wieloletnia współpraca z reżyserem Paulem Verhoevenem. Później zagrał w wielu filmach, lecz role u Verhoevena były kluczowe dla rozwoju jego kariery.
W skandalizującym erotycznym dramacie Verhoevena Tureckie owoce (Turks fruit, 1973), zrealizowanym na podstawie powieści Rachatłukum Jana Wolkersa, Hauer wcielił się w rolę artysty rzeźbiarza Erika Vonka. Dwa filmy Verhoevena z udziałem Hauera – Tureckie owoce i dramat wojenny Żołnierz Orański (1977) – w zorganizowanym w 1999 plebiscycie na najlepszy holenderski film XX wieku zajęły odpowiednio pierwsze i drugie miejsce. W 1995 holenderski serwis pocztowy wydał pieczęć z Hauerem ze sceny w Tureckich owocach.
Powrócił do współpracy z Verhoevenem przy epickim, osadzonym w średniowieczu dramacie przygodowym Ciało i krew (1985) w roli byłego porucznika Martina z Jennifer Jason Leigh. Pierwotnie Hauer miał zagrać postać policjanta, który stał się robotem w filmie Verhoevena RoboCop (1987), lecz ostatecznie rolę przyjął Peter Weller.

### Kariera w Europie
Jego pierwszym angielskojęzycznym filmem był brytyjski dreszczowiec Ralpha Nelsona Na tropie Wilby’ego (The Wilby Conspiracy, 1975), gdzie pojawił się jako Blane van Niekerk u boku Sidneya Poitiera i Michaela Caine’a. Rola tytułowego bohatera, bezdomnego alkoholika w filmie Ermanno Olmiego Legenda o świętym pijaku (La leggenda del santo bevitore, 1988) przyniosła mu nagrodę dla najlepszego aktora na festiwalu filmowym w Seattle. Dwa razy przebywał na planie filmowym w Polsce – dreszczowca Anioł śmierci (Beyond Forgiveness, 1995) w drugoplanowej roli doktora Lema u boku Thomasa Iana Griffitha, Joanny Trzepiecińskiej i Artura Żmijewskiego oraz filmu Lecha Majewskiego Młyn i krzyż (2009), inspirowanego obrazem Droga krzyżowa, w roli niderlandzkiego malarza Pietera Bruegla (starszego).
W 2001 wraz z Erikiem van Lieshoutem wyreżyserował swój pierwszy film, krótkometrażowy obraz The Room.
W 2017 użyczył wizerunku i głosu dla postaci Daniela Lazarskiego w grze Observer polskiego studia Bloober Team.

### Kariera w Stanach Zjednoczonych
Na początku lat 80. Hauer otrzymywał pierwsze propozycje ról w amerykańskich produkcjach. W filmie kryminalnym Bruce’a Malmutha Nocny jastrząb (Nighthawks, 1981) z Sylvestrem Stallone w roli głównej zagrał postać terrorysty Wulfgara. Międzynarodową sławę zdobył rolą złowieszczego Roya Batty’ego, demonicznego przywódcy replikantów, antagonisty Ricka Deckarda (w tej roli Harrison Ford) w filmie Ridleya Scotta Łowca androidów (Blade Runner, 1982), opartym na powieści Philipa K. Dicka. Za kreację Batty’ego zdobył nominację do nagrody Saturna w kategorii najlepszy aktor drugoplanowy. Za kultową uznano scenę jego pożegnalnego monologu jego autorstwa. Hauer uznał, że tekst napisany przez scenarzystę był nudny, rozwlekły i nieprzystający do dramatyzmu sceny. Powiedział więc tylko jego część, przearanżowaną, a także dodał całkowicie zaimprowizowane: „Wszystkie te chwile przepadną w czasie jak łzy w deszczu. Czas umierać”. Mimo obsadzenia w głównej roli będącego wówczas na szczycie popularności Harrisona Forda, w momencie premiery film spotkał się z chłodnym przyjęciem recenzentów oraz publiczności. Obraz został doceniony dopiero po latach, gdy kolejne pokolenie widzów „odkryło” go na kasetach wideo. Rodzący się ruch fanowski został dostrzeżony przez producentów i doprowadził do wznowienia pokazów kinowych, które okazały się wielkim sukcesem. Rutger Hauer podkreślał, że to właśnie rola przywódcy zrewoltowanych replikantów Nexus-6, była najważniejsza i najbardziej satysfakcjonująca w jego karierze.
Zagrał główną rolę dziennikarza telewizyjnego, który wpada na trop tajnej organizacji chcącej pogrążyć Amerykę w największym kryzysie finansowym w dziejach ludzkości w ekranizacji powieści Roberta Ludluma Weekend Ostermana (1983) w reżyserii Sama Peckinpaha u boku Burta Lancastera, Johna Hurta i Dennisa Hoppera. W dreszczowcu psychologicznym Eureka (1983) Nicolasa Roega z Gene’em Hackmanem, Theresą Russell i Mickeyem Rourke wystąpił w roli Francuza Claude’a Maillota von Horna, żigolaka i łowcy posagów. Zebrał pozytywne recenzje i zdobył uznanie widzów jako rycerz Etienne z Navarry w filmie fantasy Richarda Donnera Zaklęta w sokoła (1985) z Michelle Pfeiffer i Matthew Broderickiem. W chłodno przyjętym przez krytyków dreszczowcu Autostopowicz (1986) z C. Thomasem Howellem i Jennifer Jason Leigh wcielił się w psychopatycznego mordercę. To właśnie rola tytułowego autostopowicza sprawiła, że stał się rozpoznawalny w Hollywood.
Za kreację Aleksandra „Saszy” Pieczerskiego w nagrodzonym Złotym Globem telewizyjnym dramacie wojennym CBS Ucieczka z Sobiboru (1987) u boku Joanny Pacuły i Alana Arkina został uhonorowany Złotym Globem. W filmie sensacyjnym Poszukiwany żywy lub martwy (Wanted: Dead or Alive, 1987) z udziałem muzyka zespołu Kiss – Gene’a Simmonsa zagrał postać Nicka Randalla, „łowcę głów” i byłego agenta CIA. Wystąpił w postapokaliptycznym obrazie Krew bohaterów (1989) w reżyserii Davida W. Peoplesa, współscenarzysty Łowcy androidów, i swobodnej amerykańskiej adaptacji japońskiego cyklu filmów o niewidomym szermierzu Zatoichim pod tytułem Ślepa furia (1989).
Lata 90. to bardzo płodny, choć nie do końca udany okres w karierze aktora. Przeniósł się wprawdzie na stałe do Los Angeles i dostawał coraz więcej propozycji scenariuszowych, ale nie było wśród nich filmów, które otworzyłyby mu drogę do aktorskiej pierwszej ligi. Wśród pierwszoplanowych ról w jego dorobku z tego okresu dominują tytuły zaliczane do kina klasy B – Obroża (1991) Lewisa Teague’a z Mimi Rogers, Apokalipsa (1996) Alberta Pyuna jako Omega Doom z Norbertem Weisserem, W mgnieniu oka (1992) Iana Sharpa jako wypalony, policyjny weteran, który obsesyjnie ściga potwora z Kim Cattrall, Arktyczna depresja (1993) czy Taktyczna napaść (1999) jako kapitan John „Doc” Holiday z Robertem Patrickiem. Znacznie ciekawiej prezentują się drugoplanowe role w kameralnych obrazach takich jak Szymon Mag (1999) czy telewizyjny film Merlin (1998). Za rolę SS-Sturmbannführera Xaviera Marcha w dramacie wojennym HBO Vaterland – Tajemnica III Rzeszy (Fatherland, 1994) z Mirandą Richardson był nominowany do Złotego Globu. Wziął udział w humorystycznej reklamie piwa Guinness i teledysku do piosenki Kylie Minogue „On a Night Like This” (2000).
W pierwszej dekadzie XXI wieku Hauer przypomniał o sobie szerszej publiczności grając epizodyczne, ale zapadające w pamięć role w głośnych filmach: Niebezpieczny umysł (2002), Batman: Początek (2005) i Sin City: Miasto grzechu (2005).

### Działalność charytatywna
W 2000, podczas zdjęć na wyspach Turks i Caicos, zainteresował się losem tamtejszych mieszkańców borykających się z AIDS i postanowił założyć organizację charytatywną (The Rutger Hauer Starfish Association), pomagającą kobietom w ciąży i dzieciom z wirusem HIV.

## Życie prywatne
Był żonaty z Heidi Merz. Mieli córkę Ayeshę (ur. 1966). 22 listopada 1985 ożenił się z Ineke ten Kate, z którą był związany do śmierci.
Zmarł 19 lipca 2019 w wieku 75 lat w swoim domu w Beetsterzwaag w Holandii na raka trzustki.

## Filmografia
| filmy fabularne | filmy fabularne                                                                         | filmy fabularne                   | filmy fabularne                                   | filmy fabularne |
| Rok             | Tytuł                                                                                   | Rola                              | Reżyser                                           |                 |
| --------------- | --------------------------------------------------------------------------------------- | --------------------------------- | ------------------------------------------------- | --------------- |
| 1969            | Monsieur Hawarden                                                                       | scena wycięta                     | Harry Kümel                                       |                 |
| 1973            | Rumplestiltskin (Repelsteeltje)                                                         | król                              | Harry Kümel                                       |                 |
| 1973            | Tureckie owoce (Turks fruit)                                                            | Eric Vonk                         | Paul Verhoeven                                    |                 |
| 1974            | Pusteblume                                                                              | Rick                              | Adrian Hoven                                      |                 |
| 1975            | Zimna krew (Das Amulett des Todes)                                                      | Cris                              | Ralf Gregan, Günter Vaessen                       |                 |
| 1975            | Namiętność Kate (Keetje Tippel)                                                         | Hugo                              | Paul Verhoeven                                    |                 |
| 1975            | Na tropie Wilby’ego (The Wilby Conspiracy)                                              | Blane Van Niekerk                 | Ralph Nelson                                      |                 |
| 1975            | Het Jaar van de Kreeft                                                                  | Pierre                            | Herbert Curiel                                    |                 |
| 1976            | Max Havelaar (Max Havelaar of de koffieveilingen der Nederlandsche handelsmaatschappij) | Duclari                           | Fons Rademakers                                   |                 |
| 1977            | Żołnierz Orański (Soldaat van Oranje)                                                   | Erik Lanshof                      | Paul Verhoeven                                    |                 |
| 1978            | Pastorale 1943                                                                          | August Schultz                    | Wim Verstappen                                    |                 |
| 1978            | Kobieta między psem i wilkiem (Een vrouw tussen hond en wolf)                           | Adriaan                           | André Delvaux                                     |                 |
| 1978            | Mysteries                                                                               | Johan Nagel                       | Paul de Lussanet                                  |                 |
| 1979            | Es begann bei Tiffany (TV)                                                              | John Ryder                        | Wolfgang Becker                                   |                 |
| 1979            | Fatalny błąd (Grijpstra & De Gier)                                                      | Rinus de Gier                     | Wim Verstappen                                    |                 |
| 1980            | Spetters                                                                                | Gerrit Witkamp                    | Paul Verhoeven                                    |                 |
| 1981            | Nocny jastrząb (Nighthawks)                                                             | Heymar ‘Wulfgar’ Reinhardt        | Bruce Malmuth                                     |                 |
| 1981            | Chanel – Samotność nr 5 (Chanel Solitaire)                                              | Étienne Balsan                    | George Kaczender                                  |                 |
| 1982            | Łowca androidów (Blade Runner)                                                          | Roy Batty                         | Ridley Scott                                      |                 |
| 1983            | Weekend Ostermana (The Osterman Weekend)                                                | John Tanner                       | Sam Peckinpah                                     |                 |
| 1983            | Eureka                                                                                  | Claude Maillot Van Horn           | Nicolas Roeg                                      |                 |
| 1984            | Samotny łowca (A Breed Apart)                                                           | Jim Malden                        | Philippe Mora                                     |                 |
| 1985            | Ciało i krew (Flesh & Blood)                                                            | Martin                            | Paul Verhoeven                                    |                 |
| 1985            | Zaklęta w sokoła (Ladyhawke)                                                            | kpt. Etienne Navarre              | Richard Donner                                    |                 |
| 1986            | Autostopowicz (The Hitcher)                                                             | John Ryder                        | Robert Harmon                                     |                 |
| 1987            | Poszukiwany żywy lub martwy (Wanted: Dead or Alive)                                     | Nick Randall                      | Gary Sherman                                      |                 |
| 1987            | Ucieczka z Sobiboru (Escape from Sobibor, TV)                                           | por. Aleksander „Sasza” Peczerski | Jack Gold                                         |                 |
| 1988            | Legenda o świętym pijaku (The Legend of the Holy Drinker)                               | Andreas Kartak                    | Ermanno Olmi                                      |                 |
| 1989            | W pewną noc, w świetle księżyca (As Long as It’s Love)                                  | John Knott                        | Lina Wertmüller                                   |                 |
| 1989            | Ogary Broadwayu (Bloodhounds of Broadway)                                               | Mózg                              | Howard Brookner                                   |                 |
| 1989            | Krew bohaterów (The Blood of Heroes)                                                    | Sallow                            | David Peoples                                     |                 |
| 1989            | Ślepa furia (Blind Fury)                                                                | Nick Parker                       | Phillip Noyce                                     |                 |
| 1989            | Beyond Justice (Desert Law)                                                             | Tom Burton                        | Duccio Tessari                                    |                 |
| 1991            | Obroża (Wedlock)                                                                        | Frank Warren                      | Lewis Teague                                      |                 |
| 1991            | Po północy (Past Midnight)                                                              | Ben Jordan                        | Jan Eliasberg                                     |                 |
| 1992            | W mgnieniu oka (Split Second)                                                           | Harley Stone                      | Tony Maylam, Ian Sharp                            |                 |
| 1992            | Buffy – postrach wampirów (Buffy the Vampire Slayer)                                    | Lothos                            | Fran Rubel Kuzui                                  |                 |
| 1993            | Arktyczna depresja (Arctic Blue)                                                        | Ben Corbett                       | Peter Masterson                                   |                 |
| 1993            | Podróż (Voyage, TV)                                                                     | Morgan Norvell                    | John Mackenzie                                    |                 |
| 1993            | Nieoczekiwany atak (Blind Side, TV)                                                     | Jake Shell                        | Geoff Murphy                                      |                 |
| 1994            | Amelia Earhart: Ostatni lot (Amelia Earhart: The Final Flight)                          | Fred Noonan                       | Yves Simoneau                                     |                 |
| 1994            | Nostradamus                                                                             | mnich                             | Roger Christian                                   |                 |
| 1994            | Vaterland – Tajemnica III Rzeszy (Fatherland, TV)                                       | sturmbannführer Xavier March      | Christopher Menaul                                |                 |
| 1994            | Gra o przeżycie (Surviving the Game)                                                    | Thomas Burns                      | Ernest Dickerson                                  |                 |
| 1995            | Anioł śmierci (Blood of the Innocent)                                                   | dr Lem                            | Bob Misiorowski                                   |                 |
| 1995            | Mr. Stitch                                                                              | Rue Wakeman                       | Roger Avary                                       |                 |
| 1996            | Omega Doom (1996; znany także pod tytułem – Apokalipsa)                                 | Omega Doom                        | Albert Pyun                                       |                 |
| 1996            | Gwiezdne złoto: Kosmiczny szlak (Precious Find)                                         | Armond Crile                      | Philippe Mora                                     |                 |
| 1996            | Mariette in Ecstasy                                                                     | Chaplain                          | John Bailey                                       |                 |
| 1996            | Na granicy światów (Crossworlds)                                                        | A.T. (Alex)                       | Krishna Rao                                       |                 |
| 1997            | Złowroga głębia (Hostile Waters, TV)                                                    | kpt. Igor Britanov                | David Drury                                       |                 |
| 1997            | Czerwona linia (Deathline)                                                              | John Anderson Wade                | Tibor Takács                                      |                 |
| 1997            | Wybuch (Blast)                                                                          | Leo                               | Albert Pyun                                       |                 |
| 1997            | Zew krwi (The Call of the Wild: Dog of the Yukon)                                       | John Thornton                     | Peter Svatek                                      |                 |
| 1997            | Hemoglobina (Bleeders)                                                                  | dr Marlowe                        | Peter Svatek                                      |                 |
| 1997            | Pukając do nieba bram (Knockin’ on Heaven’s Door)                                       | Curtiz                            | Thomas Jahn                                       |                 |
| 1998            | Sprawa Palmera (Bone Daddy)                                                             | William H. Palmer                 | Mario Philip Azzopardi                            |                 |
| 1998            | Taktyczny atak (Tactical Assault)                                                       | John „Doc” Holiday                | Mark Griffiths                                    |                 |
| 1999            | Szymon Mag (Simon Magus)                                                                | hrabia Albrecht, giermek          | Ben Hopkins                                       |                 |
| 1999            | Śmierć w gigabajtach (New World Disorder)                                               | David Marx                        | Richard Spence                                    |                 |
| 2000            | Wilder                                                                                  | dr Sam Dennis Charney             | Rodney Gibbons                                    |                 |
| 2001            | Fruwający wirus (Flying Virus)                                                          | Ezekial                           | Jeff Hare                                         |                 |
| 2001            | Turbulencja 3: Heavy Metal (Turbulence 3: Heavy Metal)                                  | MacIntosh                         | Jorge Montessi                                    |                 |
| 2002            | Epicentrum (Scorcher)                                                                   | prezydent Nelson                  | Scorcher                                          |                 |
| 2002            | Wojownicy (Warrior Angels)                                                              | Grekkor                           | Byron W. Thompson                                 |                 |
| 2002            | Niebezpieczny umysł (Confessions of a Dangerous Mind)                                   | Keeler                            | George Clooney                                    |                 |
| 2005            | Podniebna wojna (Mirror Wars)                                                           | tajemniczy człowiek               | Vasili Chiginsky                                  |                 |
| 2005            | Posejdon (The Poseidon Adventure)                                                       | bp. August Schmidt                | John Putch                                        |                 |
| 2005            | Dracula III: Dziedzictwo (Dracula III: Legacy)                                          | hrabia Dracula                    | Patrick Lussier                                   |                 |
| 2005            | Batman: Początek (Batman Begins)                                                        | William Earle                     | Christopher Nolan                                 |                 |
| 2005            | Sin City: Miasto grzechu (Sin City)                                                     | kardynał Patrick H. Roark         | Frank Miller, Robert Rodriguez, Quentin Tarantino |                 |
| 2006            | Polowanie na Eagle One (The Hunt for Eagle One: Crash Point)                            | generał Frank Lewis               | Brian Clyde                                       |                 |
| 2006            | Minotaur (Minotaur)                                                                     | Egeusz                            | Jonathan English                                  |                 |
| 2007            | Dead Tone                                                                               | detektyw John Criton              | Deon Taylor, Brian Hooks                          |                 |
| 2007            | Gol 2 (Goal II: Living the Dream)                                                       | Rudi Van der Merwe                | Jaume Collet-Serra                                |                 |
| 2007            | Przeprowadzka McAllistera (Moving McAllister)                                           | Maxwell McAllister                | Andrew Black                                      |                 |
| 2009            | Barbarossa: Klątwa przepowiedni (Barbarossa)                                            | Fryderyk I Barbarossa             | Cesano Maderno                                    |                 |
| 2010            | Włóczęga ze strzelbą (Hobo with a Shotgun)                                              | Hobo                              | Jason Eisener                                     |                 |
| 2010            | Młyn i krzyż (The Mill and the Cross)                                                   | Pieter Bruegel                    | Lech Majewski                                     |                 |
| 2011            | Rytuał (The Rite)                                                                       | Istvan Kovak                      | Mikael Håfström                                   |                 |
| 2012            | Dracula 3D                                                                              | Abraham Van Helsing               | Dario Argento                                     |                 |
| 2013            | Przyszłość (Il futuro)                                                                  | Maciste                           | Alicia Scherson                                   |                 |
| 2014            | Listy Matki Teresy                                                                      | Bejamin Praagh                    | William Riead                                     |                 |
| 2015            | Michiel de Ruyter                                                                       | Maarten Tromp                     | Roel Reiné                                        |                 |
| 2017            | 24 godziny po śmierci (24 Hours to Live)                                                | Frank                             | Brian Smrz                                        |                 |
| 2017            | Valerian i miasto tysiąca planet (Valerian and the City of a Thousand Planets)          | prezydent Federacji               | Luc Besson                                        |                 |
| 2018            | Samson                                                                                  | Manoach, ojciec Samsona           | Bruce MacDonald                                   |                 |

### Seriale TV
- 1969: Floris jako Floris van Rosemond
- 1997: Lexx jako Bog
- 1998: Merlin jako król Vortigern
- 2000: Dziesiąte królestwo jako Łowca
- 2003: Agentka o stu twarzach jako Anthony Geiger
- 2003: Tajemnice Smallville jako Morgan Edge
- 2004: Miasteczko Salem jako Kurt Barlow
- 2013: Czysta krew jako Niall Brigant
- 2014: Wilfred jako dr Grummons
- 2015: Galavant jako Kingsley
- 2015: Upadek królestwa jako Ravn